# 37 mm/54 Breda Mod. 1932/1938/1939
37 mm/54 Mod. 1932/1938/1939 — 37-міліметрова корабельна автоматична зенітна гармата, розроблена в Італії силами компанії Breda.
Мала три основні модифікації, що визначалися, головним чином, конструкцією артилерійської установки. Призначалося для Королівських ВМС Італії. Встановлювалося на безлічі типів італійських військових кораблів, бувши головним засобом ближньої ППО флоту у Другій світовій війні.

## Історія створення
Зенітна гармата 37/54 калібру 37 мм, число 54 вказує довжину ствола, що відповідає довжині у 54 калібри.
Було розроблене на початку тридцятих років компанією Breda, як автоматична зенітна гармата для військово-морських оборони і наземних систем ППО. Незважаючи на деякі механічні ускладнення, вона виявилася ефективною зброєю ближнього бою і була придбана ВМС в 1934 році в комплекті із комбінованою установкою Mod.1932. Пізніше проведено модернізацію до моделі в Mod. 1938.
У такій комплектації гармата була встановлена на лафеті, що дало змогу застосування для підрозділів міліції територіальної оборони (MDICAT). Використовувалась протягом усієї Другої світової війни.

## ТТХ
- Війни і конфлікти: Друга світова війна

- Початкова швидкість снаряда, м/с: 800—830
- Принцип заряджання: магазинний

- Максимальна швидкість вертикального наведення, °/з: 15
- Максимальна швидкість горизонтального наведення, °/з: 14
- Максимальна дальність стрільби, м: 7800 (+45°)
- Досяжність по висоті, м: 5000